# Передача навчання
Передача навчання — це залежність поведінки, навчання чи ефективності людини від попереднього досвіду. Поняття спочатку було запроваджено як передачу практики Едвард Лі Торндайк та Роберт С. Вудрот. Вони досліджували, як люди перенесуть навчання з одного контексту в інший, подібний контекст, або як «поліпшення однієї психічної функції» може вплинути на мету. Їх теорія передбачала, що передача навчання залежить від того, наскільки схожі навчальні завдання та завдання передачі, або де «однакові елементи визначені у функції впливу та впливають на функцію» відомі як теорія ідентичних елементів.
Сьогодні перенесення навчання зазвичай характеризується як процес та ефективна ступінь, коли минулий досвід (який також називають джерелом передачі) впливає на навчання та результативність у новій ситуації (ціль передачі). Однак, залишається суперечка щодо того як передати навчання. Слід концептуалізувати та пояснити яка його поширеність та відношення до навчання взагалі та чи існує воно. У літературі існує широка різноманітність точок зору та теоретичних рамок, які можна класифікувати як:
- таксономічний підхід, який категоризує передачу на різні типи;

- підхід, орієнтований на домен, який фокусується на розробках та внеску різних дисциплін;

- експертиза психологічних функцій або факультетів передає моделі виклику;

- концепція яка виявляє порівняння та протиставлення теоретичних та емпіричних традицій;

Передача знань передбачає застосування раніше засвоєних знань під час виконання завдань або вирішення проблем;

## Традиційні галузі трансферних досліджень

### Теорії навчання та передача навчання
Метою цього уривка є підтримка роботи з передачі у навчальних матеріалах, які є легко доступними, а також для інших користувачів, щоб також включити свої ідеї. Сподіваємось, ця стаття може допомогти на етапі планування, викладання та щоденних планів уроків, коли мислять про важливість передачі освіти в майбутньому. Коли я думаю про вивчення теорій, я думаю про перенесення освіти. Передача освіти важлива, і дослідники, вихователі тощо повинні знати, як навчити трансферу. Ідея передачі рідко конкретизується. Однак це одна з найважливіших цілей, якій ми можемо навчити наших учнів. Кінцева мета полягає в тому, щоб студент міг застосувати свої знання та вміння всередині та поза ним, зокрема, до нових справ. Передача знань виходить далеко за рамки простого повторення запам'ятованого матеріалу, але здатності перейняти старі знання та досвід та застосувати ці старі знання до нової концепції та бути здатною використовувати як нові, так і старі знання для вирішення проблеми, з якою ви ніколи не стикалися раніше. Цей спосіб мислення про процес навчання та передачі перегукується з гештальтською теорією навчання.
Щоб зрозуміти ідею передачі навчання в освіті, необхідно перенести свої знання і навички з однієї ситуації вирішення проблеми в іншу. Передача навчання настільки поширена в нашому повсякденному житті, що ми можемо навіть не усвідомлювати, що застосовуємо ідею перенесення в нашій повсякденній практиці. Ми робимо це без свідомої думки. Переклад можна вважати позитивним або негативним. Передача відбувається на підсвідомому рівні, якщо ви досягли автоматичності того, що повинно бути перенесено, і якщо ви переносите це навчання на проблему, яка досить схожа на вихідну ситуацію, так що відмінності обробляються на підсвідомому рівні, можливо, за допомогою трохи усвідомленої думки (Перкінс, Девід Н. і Саломон, Гавриїл (2 вересня 1992 г.). на жаль, дослідники не можуть розробити загальну теорію передачі навчання в процесі навчання. Це дозволило б учням краще застосовувати і засвоювати ідею передачі в образо ательной середовищі.
Хоча не існує жорсткого освітнього підходу до передачі навчання, існує п'ятиступінчастий підхід, який використовується в моторному навчанні та навчанні певним моторним навичкам. Людина виконує наступні етапи:
1. підготовка
2. візуалізація
3. фокусування
4. виконання
5. оцінка

Ці п'ять простих кроків можна використовувати перед виконанням певного моторного навички (зазвичай в спортивній обстановці), під час виконання навику і після виконання навику. П'ять кроків дозволяють людині плавно передати свої знання вже вивченого завдання і застосувати його до нового навику. Ці п'ять кроків, хоча і жорсткі, дозволяють індивідуалізувати підхід, застосовуваний до навички, шляхом організації своїх думок, рухів і результатів рухів перед виконанням дії. Ці п'ять кроків покращують чийсь перенесення навчання певного моторного патерну іншому моторному паттерну. На жаль, ці п'ять жорстких кроків також можуть бути перенесені на організацію і планування будь-якого рухового навику, що само по собі є передачею знань.
Передача навчання на ближньому і далекому відстанях: Передача на близькій відстані відноситься до передачі між дуже схожими контекстами, тоді як далека передача відноситься до передачі між контекстами, які на перший погляд здаються віддаленими і чужими один одному. Близько і далеко — інтуїтивні поняття, які чинять опір точної кодифікації. Вони корисні для широкої характеристики деяких аспектів передачі, але не мають на увазі будь-якої строго визначеної метрики близькості. (Perkins & Soloman, 1992). Цей підхід неефективний, допомагаючи викладачам чи щось таке викладати. У свій час було поширене говорити про передачу навчання з точки зору ближнього і далекого перенесення. Ця «ближня і дальня» теорія перенесення передбачала, що деякі проблеми і завдання настільки схожі, що передача навчання відбувається легко і природно. Конкретна проблема або завдання вивчається і практикується з високим ступенем автоматичності. Коли зустрічається майже аналогічна проблема або завдання, вона автоматично вирішується практично без усвідомлення. Це називається ближньої передачею. Основною метою навчання читання є розвиток високого рівня автоматики декодування. Тоді ваша свідомість може звернути увагу на значення і значення матеріалу, який ви читаєте. Значна частина дітей може досягти цього до кінця третього класу.
Теорія низькою дороги / високої дороги при передачі навчання — (розроблена Salomon & Perkins, 1988): передача за низькою дорозі означає розвиток деяких знань / навичок до високого рівня автоматизму. Це вимагає великої практики в різних умовах. Приклади областей, в яких може бути досягнута автоматичність: прив'язка взуття, клавіатура або керування автомобілем. Передача по дорогах включає в себе когнітивний розуміння і цілеспрямований і свідомий аналіз, уважність і застосування стратегій, які перетинають дисципліни. У перенесенні по шосе є навмисне усвідомлене абстрагування ідеї, яка може передати, а потім свідоме і навмисне застосування ідеї, коли виникає проблема, в якій ідея може бути корисна.

### Навчання і передача: значення для освітньої практики
Сучасний погляд на передачу в контексті освітньої практики показує, що мало необхідності розрізняти загальної і конкретної парадигмами, визнаючи роль як ідентичних елементів, так і метапізнання. З цієї точки зору, робота Бренсфорда, Браун і Кокінг(1999) визначили чотири ключові характеристики навчання стосовно перекладу. Вони є:
1. Необхідність початкового навчання;
2. Важливість абстрактних і контекстуальних знань;
3. Концепція навчання як активний і динамічний процес; а також
4. Поняття, що все навчання є передачею.

По-перше, необхідність початкового навчання для передачі вказує на те, що просте вплив або запам'ятовування не є навчанням; має бути розуміння. Навчання як розуміння вимагає часу, так що досвід з глибокими, організованими знаннями покращує передачу. Навчання, яке підкреслює, як використовувати знання або покращує мотивацію, має посилити передачу. По-друге, хоча знання, закріплене в контексті, важливо для початкового навчання, воно також негнучко без деякого рівня абстракції, що виходить за рамки контексту. Практики для поліпшення перекладу включають в себе, щоб учні визначали зв'язку в різних контекстах або змушували їх розробляти спільні рішення і стратегії, які могли б застосовуватися за межами одного контексту.
По-третє, навчання слід вважати активним і динамічним процесом, а не статичним продуктом. Замість одноразових тестів, які слідують за навчальними завданнями, студенти можуть поліпшити переклад, беручи участь в оцінках, які виходять за рамки поточних можливостей. Поліпшення перекладу таким чином вимагає інструкторських підказок, щоб допомогти учням, таких як динамічні оцінки, або розвинути у студентів метакогнітивні навички без підказок.
Нарешті, четверта характеристика визначає все навчання як передачу. Нове навчання ґрунтується на попередньому навчанні, що має на увазі, що вчителі можуть полегшити передачу, активуючи то, що знають студенти, і роблячи своє мислення видимим. Це включає усунення неправильних уявлень учнів і визнання культурного поведінки, яке студенти привносять в навчальні ситуації.
Орієнтоване на навчання студентів уявлення про передачу втілює ці чотири характеристики. З цією концепцією вчителя можуть допомогти студентам перенести навчання не тільки між академічними контекстами, але і в звичайну домашню, робочу або суспільне середовище.

### Посилення передачі між школою та повсякденним життям
Національна наукова рада (2000) заявляє, що кінцевою метою передачі є студент узагальнити знання, які вони здобули в школі, у практичні умови, такі як будинок, громада та робоче місце. З метою сприяння переведенню в нешкільне середовище NRC(2000) запропонував керівництву педагогічні вказівки для кращого розуміння необхідних навичок для досягнення успіху в цих середовищах.
- Співпраця: Різні дослідження довели, що велика робота поза школою виконується в групах. Студенти потребують впливу цього виду спільної роботи для того, щоб краще передати знання в навколишнє середовище.
- Використання інструментів: Багато шкільних завдань вимагають використання розуму учнів, тоді як багато позакласних завдань дозволяють та вимагають використання відповідних інструментів. Збільшення впливу студентів на функціональні та відповідні інструменти, такі як технологія, лише посилить передачу в умовах, що не належать до аудиторії.
- Контекстуалізовані міркування: абстрактні міркування в першу чергу посилюються в школі, наприклад, використання математичних формул. У приміщеннях поза школою, таких як продуктовий магазин, люди часто використовують контекстуалізовані міркування для вирішення різних проблем. Багато дорослих можуть обрати або контекстне, або абстрактне обґрунтування, щоб задовольнити їх конкретні потреби. Реалізація стратегій для обох типів міркувань надасть учням можливість розвиватися як однаково, так і використовувати обоє взаємозамінно поза шкільним середовищем.[6]

### Взаємодія людини та комп'ютера (HCI): проектування для передачі з технологією
Технологія успішно використовується для підвищення ступеня, з якою учні ефективно використовують навички та знання, отримані через заняття в реальному світі. Ця взаємодія учнів з комп'ютерами та іншими технологіями змінила ландшафт освіти за рахунок зменшення потреби в паперових освітніх артефактах, зміни навчальних програм та впровадження безлічі інновацій, що дозволяють проводити ключові імітації та віртуальний досвід у навчальному середовищі. Приклади змін навчальних програм, пов'язаних з ІСІ, включають перехід від перекладеності до текстової обробки та комп'ютерних мов, які можуть бути замінені як вимоги до іноземної мови.
Інструктори, які належним чином реалізують моделювання та анімацію HCI у навчальному середовищі, створюють стан навчання, який відображає фактичні ситуації, в яких, можливо, будуть використані знання чи вміння. Цей переказ за допомогою методів HCI показав, що ефективно підвищує передачу як наукових, так і технологічних знань. HCI також дозволяє групове навчання на відміну від навчання на основі викладачів за допомогою інтерактивних та індивідуальних технологій, включаючи: блоги, вікі, соціальні мережі, відеокасти та віртуальні світи, такі як Second Life. Ці різні аспекти ІСН дозволяють здійснити унікальний досвід навчання, що висвітлює різні стилі навчання та культурні перспективи, що сприяють збільшенню передачі (Erikson 2012; Choi 2007).
Передача збільшується, коли учні бачать потенційні наслідки передачі того, чого вони навчаються. Правильно розроблені інтерфейси HCI сприяють візуальному мисленню, що також призводить до більш успішної передачі. Область навчального дизайну буде областю, в першу чергу зосередженою на принципах проектування та наслідками успішного поєднання ІСІ для оптимізації передачі. База для студентів, яка отримує найбільше користь від впроваджених впроваджень HCI, що складається з цифрових джерел, складається з цих концепцій та досвіду. Однак викладачі часто користувачі комп'ютерів першого покоління з обмеженими попередніми знаннями. Часто це ускладнює включення ІСІ до поліпшених умов для передачі в новому світовому навчальному середовищі. У той час як ці «цифрові іммігранти» борються за те, щоб успішно включити технології в такі сфери, як передача, це можливо подолати за допомогою правильного встановлення цілей, оцінок, підтримки однолітків та підтримки інструкторів (Joo 2011; Rosen 2009; Rodgers 2007; Eriksson 2012; Choi 2007).

## Мотивація
У огляді дослідження мотивації та передачі, П'ю та Бергін (2006) дійшли висновку, що мотиваційні фактори можуть впливати на передачу, хоча дослідження обмежене і не повністю послідовно. Вони виявили, що майстерність цілей більш послідовно пов'язана з успіхом у передачі, ніж цілі виконання. Вони також виявили, що інтерес був пов'язаний з успіхом у передачі, коли цей інтерес був пов'язаний зі змістом навчання. Однак, коли інтерес був пов'язаний з периферійними речами, такими як спокусливі деталі у тексті, це гальмувало успіх у передачі. Крім того, вони знайшли докази того, що успіх у передачі був позитивно пов'язаний із самоефективністю. Нарешті, рецензенти запропонували, що на процес передачі впливає наявність чіткої мети досягнення передачі. П'ю та Бергін (2006) передбачили, що мотиваційні фактори впливають на передачу трьома способами. По-перше, вони можуть впливати на якість початкового навчання способами, які підтримують передачу. По-друге, вони можуть впливати на ініціювання спроб передачі, особливо в ситуаціях, коли люди мають можливість застосувати навчання, але цього не вимагають. По-третє, мотиваційні фактори можуть впливати на наполегливість людей, коли вони займаються завданнями передачі.

## Дорослі з інтелектуальною втратою
У 2001 р. Дослідження проводили Чой, Меузсен, Французький, Шеррілл та МакКабі (2001), які вивчали, чи можуть дорослі з діагнозом глибокої інтелектуальної вади перенести засвоєну рухову майстерність із навчального середовища в узагальнене середовище. Метою цього дослідження було перевірити, чи зможуть учасники перенести навички, засвоєні від кидання мішків на перев'язку, до кидання підкови. У цьому дослідженні було зроблено висновок, що дорослі змогли перенести навичку озброєного кидання із навчального середовища в узагальнене середовище.

## Передача таксономій
У наступній таблиці представлені різні типи передач, адаптовані з Schunk (2004).
| Тип                              | Характеристики                                                                                                  |
| -------------------------------- | --- |
| Біля                             | Перекриття між ситуаціями, початковим контекстом і контекстом передачі схожих.                                  |
| Далеко                           | Невеликі перекриття між ситуаціями, оригінальними налаштуваннями та налаштуваннями передачі відрізняються.      |
| Позитивний                       | Те, що вивчається в одному контексті, покращує навчання в інших умовах.                                         |
| Негативний                       | Те, що вивчається в одному контексті, перешкоджає або затримує навчання в інших умовах.                         |
| Вертикальний                     | Знання попередньої теми має важливе значення для отримання нових знань.                                         |
| Горизонтальний                   | Знання попередньої теми не є важливим, але корисно для вивчення нової теми.                                     |
| Буквальне                        | Невідмінна передача знань до нового завдання.                                                                   |
| Фігурна                          | Використовуйте деякий аспект загальних знань, щоб подумати чи дізнатися про проблему.                           |
| Низька дорога                    | Передача налагоджених навичок майже автоматичним способом.                                                      |
| Абстракція                       | Передача включає абстрагування, тому свідомі формулювання зв'язків між контекстами.                             |
| Абстракція/Попереднє досягнення  | Абстрагування ситуацій від контексту навчання до потенційного контексту передачі.                               |
| Абстракція/Відсталене досягнення | Абстрагування в контексті передачі особливостей попередньої ситуації, коли були засвоєні нові вміння та знання. |

Позитивний трансфер: Передача навчання чи навчання вважається позитивною, коли навчання чи навчання, проведені в одній ситуації, виявляються корисними для навчання в іншій ситуації. Прикладами такої передачі є:
- Знання та вміння, пов'язані зі шкільною математикою, допомагають у навчанні статистичних обчислень;
- Знання та вміння, набуті з точки зору додавання та віднімання з математики в школі, можуть допомогти дитині в оволодінні знаннями та вміннями щодо множення та ділення;
- Навчання грати в бадмінтон може допомогти людині грати в пінг-понг (настільний теніс) та тенісний газон.

Близький переказ — це прямий прикладний рівень навчання, який передбачає більш високий рівень когнітивної обробки (Hung, 2013).
За даними Hung (2013), далекий переклад представляє виклики для студентів через зменшення ступеня схожості та прагматичної відповідності між формами оригінальних знань та цільових знань далекого перенесення, незнайомість цільового контексту або більша кількість змінних залучений. «Далекий перехід також вимагає більшої модифікації оригінальних знань, ніж близького перенесення для адаптації до цільової умови передачі».
Перешкоди в передачі навчання
На процес передачі може впливати кілька факторів. Сюди можна віднести спосіб полегшення навчального процесу та середовище, в якому відбувається навчання.